# Acacia stipuligera
Acacia stipuligera — вид квіткових рослин з родини бобових. Ареал: Австралія (Північна територія, Квінсленд, Західна Австралія).

## Середовище
Вид зустрічається на рівнинних та горбистих місцевостях, де росте на червоних піщаних та суглинних ґрунтах. Він часто є частиною чагарникових або лісових угруповань, часто пов'язаних зі спініфексом.

## Біоморфологічна характеристика
Багатостовбурне дерево або кущ зазвичай заввишки від 1 до 6 метрів, має округлу кущисту форму. Має світло- або темно-сіру кору, поздовжньо тріщинувату та утворює дрібні лусочки. Округлі в перерізі гілочки густо або рідко запушені та мають широкотрикутні темно-коричневі прилистки довжиною близько 1 мм. Зелені, вузькоеліптичні філодії плоскі та прямі до неглибоко вигнуті, у довжину від 3,5 до 9,5 см і вшир від 7 до 20 мм з двома або трьома помітними поздовжніми головними жилками. Хоча цвіте протягом широкого періоду часу на більшій частині континенту, у Західній Австралії воно цвіте набагато обмеженіше, лише з травня по вересень, квітучи жовтими квітками. Густі квіткові колоси парні в пазухах філодій і мають довжину від 2 до 5 см. Після цвітіння утворюються лінійні, прямі або вигнуті стручки завдовжки від 5,5 до 13,5 см і вшир від 3 до 4 мм. Темно-коричневе насіння в стручку має вузько-довгасту форму та довжину близько 5 мм.